# Rumiko Takahashi
Rumiko Takahashi (高橋 留美子 Takahashi Rumiko?) (Niigata, 10 de octubre de 1957) es una mangaka japonesa. Estudió química en la universidad, al mismo tiempo que dibujaba mangas.
Artista prolífica y con obras de diversas temáticas, Rumiko Takahashi ha sido y es una de las artistas del manga más notables, con obras como Urusei Yatsura, Maison Ikkoku, Ranma ½, e InuYasha, y entre otras muchas, por su gran trayectoria y éxito se ha ganado el título de "La Reina del manga". Su última obra es 'Mao', publicada desde 2019 hasta la actualidad.
En 1978 se convirtió en la primera mujer japonesa que superaba el millón de ejemplares vendidos de un manga.

## Carrera y trabajos importantes
Takahashi durante su infancia se mostró algo interesada por el manga, aunque dice que dibujaba ocasionalmente en los márgenes de sus libros cuando iba al colegio Niigata Chūō High School. Sin embargo, el verdadero interés de Takahashi por el manga llegó más tarde. Durante sus años en la universidad, se matriculó en Gekiga Sonjuku, una escuela de manga fundada por Kazuo Koike, mangaka de Crying Freeman y El lobo solitario y su cachorro. Bajo su tutela Rumiko Takahashi comienza a publicar sus primeras creaciones de doujinshi en 1975, tales como Bye-Bye Road y Estrella de polvo inútil. Koike insta a sus alumnos a crear buenas ideas, personajes interesantes, y está influencia impactó mucho en los trabajos de Rumiko Takahashi durante su carrera.
La carrera profesional de Takahashi comienza en 1978. Su primera publicación fue Esos extraterrestres egoístas, una comedia de ciencia ficción. Durante el mismo año, publicó Time Warp Trouble, Shake Your Buddha, y el Golden Gods of Poverty en la revista Shōnen Sunday, que continuaría publicando muchas de sus mejores obras durante los siguientes veinte años. Más tarde, Rumiko llevó a cabo su primera serie larga, Urusei Yatsura. A pesar de tener un comienzo inestable debido a problemas con la publicación, Urusei Yatsura se convirtió en una serie que aún sigue siendo extremadamente popular. Incluso su protagonista, Lum, es considerada de manera no oficial como La reina del Future Funk, debido a su aparición constante en los videos de dicho género de música.
En 1980, Rumiko Takahashi crea su propio nicho de mercado y comienza a publicar con regularidad. En esta época comienza su segunda gran obra, Maison Ikkoku, en la revista Big Comic Spirits. Escrita para audiencias maduras, Maison Ikkoku es una comedia romántica que narra la relación entre un estudiante universitario, Yusaku Godai, y su casera. Takahashi utilizó su propia experiencia viviendo en un complejo de apartamentos para crear la serie. Takahashi gestiona el trabajo en Maison Ikkoku al mismo tiempo que Urusei Yatsura. Termina ambas series en 1987, Urusei Yatsura sería editada en 34 volúmenes, y Maison Ikkoku en 15.
Durante la década de los 80, Takahashi se convierte en una prolífera autora de historias cortas. Sus historias Laughing Target, Maris the Chojo y Fire Tripper fueron adaptadas en OVAs. En 1984, durante la realización de Urusei Yatsura y Maison Ikkoku, Takahashi tomó un enfoque diferente en sus adaptaciones y comenzó la oscura y macabra Mermaid Saga. Esta serie de historias cortas fue publicada esporádicamente hasta 1994, cuya historia final sería Mermaid's Mask. Muchos aficionados sostienen que este trabajo aún no lo ha acabado Takahashi, ya que la última historia no termina con claridad.[cita requerida]
Otro trabajo corto, como Mermaid Saga, que se publicó de forma irregular, es One Pound Gospel. Takahashi termina la serie en 2007 después de la publicación de los capítulos en 1998, 2001 y 2006. One-Pound Gospel fue adaptada en como drama para la televisión, pero duró 9 de los 11 episodios que se tenían previstos.
Más tarde, en 1987, Takahashi comienza su tercera gran serie, Ranma ½, la cual es considerada por muchos de sus seguidores como su obra maestra para el público adolescente. Siguiendo los parámetros de moda de comienzos de los años 1990, es un manga Shonen de artes marciales. La serie duró casi una década, hasta 1996, cuando fue concluida en 38 tomos. Ranma ½ es uno de los mangas más populares fuera de Japón. De hecho, fue la primera adaptación al anime de esta obra (a cargo de Kitty Films y Studio Deen) la que le abrió a Rumiko las puertas de Occidente, especialmente, del continente americano.
Durante mediados de los años 1990, Rumiko Takahashi continuó con historias cortas y sus creaciones de Mermaid Saga y One-Pound Gospel, comienza su cuarto trabajo de más éxito, InuYasha. Mientras Ranma ½, Urusei Yatsura y Maison Ikkoku fueron categorizadas en el género de comedia romántica, InuYasha es más similar a su oscura Mermaid Saga. La serie contiene acción, romance, terror, fantasía (basada en el folklore) ficción y comedia. Esta serie fue serializada en la revista Shōnen Sunday durante doce años (1996-2008) y su largo trabajo fue editado en 56 tomos.
En 2015, Takahashi publica en la revista Big Comic Superior en la edición número 15, Historias de un Espejo. Una recopilación de cinco historias cortas más una autobiográfica en conjunto con Mitsuru Adachi, contando ambos sus historias de como empezaron en el mundo del Manga. Se editó en español por la editorial Ivrea.
En el mes de julio de 2018, Takahashi fue incluida en el Salón de la fama Will Eisner, por su valioso aporte a la industria del cómic, y su impacto cultural. Y en 2019 obtuvo el Gran Premio del Festival Internacional de Angulema.
A finales de 2018, salió a la luz a través de múltiples medios el desarrollo de una nueva serie de manga, bajo el nombre de Mao. En Mao se nos promete una historia de otro mundo donde conoceremos a Nanoka, una chica que aparentemente fue asesinada por un monstruo cuando era más pequeña. Sin embargo, parecía haber sobrevivido durante ocho años hasta que conoce al personaje que da nombre al manga. Se trata de un ser que se encuentra con ella en la frontera de otro mundo.
También creó una sucesión generacional de la historia de InuYasha, Yashahime, la cual da lugar al linaje de InuYasha y su hermano, tratándose de la historia de una chica cuarto demonio, y dos hermanas con grandes poderes demoníacos que luchan de nuevo en la era feudal contra demonios y poderes de naturaleza maligna, un verdadero shonen.

## Animación
En 1981, Urusei Yatsura se convierte en el primer trabajo de Takahashi que es llevado a la pantalla chica. Esta serie se estrenó en la televisión japonesa el 14 de octubre, y tuvo muchos cambios de directores a medida que avanzaba su emisión. El más destacado de ellos fue Mamoru Oshii, quien dirigió Beautiful Dreamer, la segunda película de Urusei Yatsura.
Kitty Films, el estudio que animó Urusei Yatsura continuando con su cooperación adaptó el segundo trabajo de Rumiko Takahashi, Maison Ikkoku en 1986. La serie de TV tuvo 96 episodios, 3 OVAs, una película y también una película de imagen real.
Maris the Chojo, Fire Tripper, y Laughing Target fueron realizados en OVAs durante mediados de los 80. Sus historias Mermaid's Forest y Mermaid's Scar también fueron realizadas en OVAs en Japón en 1991.
En 1989, con la cooperación de Studio Deen, Kitty Animation produce Ranma ½. Esta serie empezó con muchos altibajos de audiencias y Kitty Animation quiso cancelarla. Ranma ½ no tiene un final concluso a pesar de contar con 161 episodios. Aun así, es una de las series de anime que más éxito alcanzaron fuera de Japón. A tal punto que, como antes se dijo, esta primera adaptación animada fue la que le abrió a Rumiko Takahashi, de par en par, las puertas de Occidente; muy especialmente, del continente americano.
Sunrise fue el primer estudio, después de Kitty Animation en adaptar un trabajo importante de Rumiko Takahashi. InuYasha estrenada en 2000 y finalizada en 2004. La serie alcanzó los 167 episodios y se crearon hasta la fecha cuatro películas. El anime finalizó antes que el manga, de modo que quedó inconcluso, agregando también 4 OVAS de las cuales 2 fueron transmitidas como capítulos de la serie, una solo disponible en DVD y la última publicada el 30 de agosto de 2008 bajo el nombre de Kuroi Tessaiga considerada parte de InuYasha Kanketsu-Hen. Este fue una de sus series más populares y vistas en el mundo que hasta la fecha siguen viendo los niños y jóvenes amantes de la aventura, el romance y los animes más que nada.
InuYasha kanketsu-hen se emitió a un episodio por semana por parte de la Yomuri TV, desde el 3 de octubre de 2009 a 30 de marzo de 2010. Son 26 capítulos que incluyen todos los volúmenes finales del manga, aunque con algunos recortes en las historias de los personajes secundarios de la serie.
Existe un video en YouTube celebrando el 50 aniversario de los trabajos de Rumiko Takahashi. Se incluyen Urusei Yatsura, Ranma ½ e InuYasha. Esto es nada más, un tráiler del nuevo DVDBox que la editorial Shôgakukan lanzará. Incluye tres OVAs de sus tres series más populares (Urusei Yatsura 32th anniversary OVA: Full Course Swimming contest with obstacles, Ranma ½ OVA e InuYasha OVA: The Black Tessaiga). Serán animadas por el personal de InuYasha Kanketsu-Hen y fue lanzada a inicios de febrero de 2010 a un precio aproximado de 220 yenes.
El 4 de abril de 2015 comenzó la transmisión de la adaptación del manga Kyōkai no Rinne. Fue producida por Brain's Base y dirigida por Seiki Sugawara, el guion está escrito por Michiko Yokote y la música compuesta por Akimitsu Honma.

## Obras
- 1978-1987: Urusei Yatsura (うる星やつら)
- 1980-1987: Maison Ikkoku (めぞん一刻)
- 1984-1994: Mermaid Saga (人魚シリーズ)
- 1989-1996: El mundo de Rumiko (るーみっくわーるど)
- 1987-1996: Ranma ½ (らんま½)
- 1987-2006: One Pound Gospel (1ポンドの福音)
- 1994-1997: 1 or W（ワン・オア・ダブル）
- 1996-2008: InuYasha (犬夜叉)
- 2009-2017: Kyōkai no Rinne (境界のRINNE)
- 2014-2015: Historias de un Espejo (鏡子來了)
- 2019-presente: MAO (マオ)

## Obra adaptada
- El teatro de Rumiko (るーみっくわーるど)